# Campeonato Mundial de Esqui Estilo Livre de 2019 - Moguls feminino
A prova do moguls feminino do Campeonato Mundial de Esqui Estilo Livre de 2019 foi realizada no dia 8 de fevereiro na cidade de Park City,  em Utah, nos Estados Unidos. 

## Medalhistas
| Ouro                   | Prata                | Bronze                |
| Yuliya Galysheva (KAZ) | Jakara Anthony (AUS) | Perrine Laffont (FRA) |

## Resultados
Um total de 33 esquiadoras participaram da competição.  A prova ocorreu dia 8 de fevereiro com inicio às 12:45  As 18 melhores avançaram para a final.

### Qualificação
| Pos. | Bib | Ordem | Nome                     | Nacionalidade  | Corrida 1   | Corrida 2   | Notas       |
| ---- | --- | ----- | ------------------------ | -------------- | ----------- | ----------- | ----------- |
| 1    | 2   | 5     | Jakara Anthony           | Austrália      | 75.80       |             | Q           |
| 2    | 1   | 2     | Perrine Laffont          | França         | 75.11       |             | Q           |
| 3    | 9   | 11    | Justine Dufour-Lapointe  | Canadá         | 69.81       |             | Q           |
| 4    | 3   | 19    | Jaelin Kauf              | Estados Unidos | 68.83       |             | Q           |
| 5    | 4   | 16    | Yuliya Galysheva         | Cazaquistão    | 68.08       |             | Q           |
| 6    | 8   | 23    | Hinako Tomitaka          | Japão          | 65.10       |             | Q           |
| 7    | 19  | 6     | Seo Jung-hwa             | Coreia do Sul  | 64.90       |             | Q           |
| 8    | 21  | 17    | Maia Schwinghammer       | Canadá         | 64.47       |             | Q           |
| 9    | 13  | 12    | Sofiane Gagnon           | Canadá         | 64.08       |             | Q           |
| 10   | 12  | 25    | Nessa Dziemian           | Estados Unidos | 60.85       | 64.92       | Q           |
| 11   | 14  | 18    | Anastasia Smirnova       | Rússia         | 61.77       | 62.15       | Q           |
| 12   | 6   | 24    | Chloé Dufour-Lapointe    | Canadá         | 58.90       | 62.07       | Q           |
| 13   | 5   | 3     | Tess Johnson             | Estados Unidos | DNF         | 60.86       | Q           |
| 14   | 26  | 4     | Thea Wallberg            | Suécia         | 56.59       | 48.87       | Q           |
| 15   | 20  | 29    | Makayla Gerken Schofield | Grã-Bretanha   | 55.36       | 52.38       | Q           |
| 16   | 28  | 30    | Sophie Ash               | Austrália      | 49.18       | 53.44       | Q           |
| 17   | 11  | 15    | Junko Hoshino            | Japão          | 39.06       | 53.20       | Q           |
| 18   | 24  | 9     | Taylah O'Neill           | Austrália      | 47.45       | 52.95       | Q           |
| 19   | 27  | 28    | Claudia Gueli            | Austrália      | 51.57       | DNF         |             |
| 20   | 10  | 21    | Britteny Cox             | Austrália      | 50.01       | 47.14       |             |
| 21   | 18  | 22    | Kisara Sumiyoshi         | Japão          | 48.18       | DNF         |             |
| 22   | 32  | 27    | Ayaulum Amrenova         | Cazaquistão    | 47.03       | 44.53       |             |
| 23   | 33  | 10    | Park Sung-youn           | Coreia do Sul  | 36.26       | 39.61       |             |
| 24   | 34  | 8     | Seo Jee-won              | Coreia do Sul  | 30.79       | 15.90       |             |
| 25   | 15  | 20    | Olivia Giaccio           | Estados Unidos | 21.71       | 30.25       |             |
| 26   | 7   | 1     | Laura Grasemann          | Alemanha       | 24.33       | 27.95       |             |
| 27   | 30  | 26    | Guan Ziyan               | China          | 6.36        | 21.32       |             |
| 28   | 35  | 7     | Aurora Amundsen          | Noruega        | 16.89       | DNF         |             |
| 29   | 39  | 32    | Viktoriia Pryimak        | Ucrânia        | 6.13        | 7.37        |             |
| 30   | 36  | 33    | Josefina Wersén          | Suécia         | 5.65        | DNF         |             |
| 31   | 37  | 34    | Ma Zhuoni                | China          | 4.63        | 4.83        |             |
| 32   | 29  | 14    | Wang Jin                 | China          | 4.74        | DNS         |             |
| 33   | 38  | 31    | Ning Qin                 | China          | DNF         | 1.27        |             |
| 34   | 31  | 13    | Kristine Gullachsen      | Noruega        | Não começou | Não começou | Não começou |

### Final
A final foi iniciada às 19:00. 
| Pos.              | Bib | Nome                     | Nacionalidade  | Corrida 1 | Corrida 2 |
| ----------------- | --- | ------------------------ | -------------- | --------- | --------- |
| Medalha de ouro   | 4   | Yuliya Galysheva         | Cazaquistão    | 74.48     | 79.14     |
| Medalha de prata  | 2   | Jakara Anthony           | Austrália      | 79.58     | 78.99     |
| Medalha de bronze | 1   | Perrine Laffont          | França         | 78.31     | 78.70     |
| 4                 | 14  | Anastasia Smirnova       | Rússia         | 70.63     | 72.67     |
| 5                 | 9   | Justine Dufour-Lapointe  | Canadá         | 72.67     | 71.25     |
| 6                 | 3   | Jaelin Kauf              | Estados Unidos | 76.71     | 66.41     |
| 7                 | 6   | Chloé Dufour-Lapointe    | Canadá         | 70.13     |           |
| 8                 | 8   | Hinako Tomitaka          | Japão          | 68.68     |           |
| 9                 | 11  | Junko Hoshino            | Japão          | 68.47     |           |
| 10                | 13  | Sofiane Gagnon           | Canadá         | 67.73     |           |
| 11                | 20  | Makayla Gerken Schofield | Grã-Bretanha   | 66.32     |           |
| 12                | 5   | Tess Johnson             | Estados Unidos | 66.11     |           |
| 13                | 24  | Taylah O'Neill           | Austrália      | 64.68     |           |
| 14                | 12  | Nessa Dziemian           | Estados Unidos | 59.22     |           |
| 15                | 28  | Sophie Ash               | Austrália      | 59.18     |           |
| 16                | 26  | Thea Wallberg            | Suécia         | 56.30     |           |
| 17                | 19  | Seo Jung-hwa             | Coreia do Sul  | 34.46     |           |
| 18                | 21  | Maia Schwinghammer       | Canadá         | DNS       |           |

Legenda
| Recorde mundial       | Recorde mundial (World record)               |                       | Recorde africano                      | Recorde africano (African) |                                           | Q | Classificado por posição (Qualified) |
| Recorde do campeonato | Recorde do campeonato (Championship record)  | Recorde da América    | Recorde da América (Americas)         | q                          | Classificado por melhor tempo (Qualified) |   |                                      |
| Melhor marca do ano   | Melhor marca do ano (World leading)          | Recorde asiático      | Recorde asiático (Asian)              | DNS                        | Não largou (Did not start)                |   |                                      |
| Recorde nacional      | Recorde nacional (National record)           | Recorde europeu       | Recorde europeu (European)            | DNF                        | Não terminou (Did not finish)             |   |                                      |
| Recorde pessoal       | Recorde pessoal do atleta (Personal best)    | Recorde da Oceania    | Recorde da Oceania (Oceania)          | DSQ / DQ                   | Desclassificado (Disqualified)            |   |                                      |
| Recorde da temporada  | Recorde da temporada do atleta (Season best) | Recorde sul-americano | Recorde sul-americano (South America) | NM                         | Sem marca (No mark)                       |   |                                      |